# Khépri
Khépri (Le soleil en devenir) est une entité de la mythologie égyptienne associée au soleil et symbole de la renaissance.
Il est représenté par un homme à tête de scarabée ou comme un scarabée poussant devant lui le disque solaire. Il renaît chaque matin avant de devenir Rê, le soleil à son zénith, puis Atoum, le soleil couchant.
Khépri, dont le nom signifie celui qui vient à l'existence, était adoré à Héliopolis. Aux côtés de Rê et d'Atoum, il forme la triade d'Héliopolis.
Son autre nom est Kheprer, qui vient du verbe Kheper et qui signifie devenir. Khépri étant l’aspect divin, le soleil levant. Auguste Mariette, au XIXe siècle, avait remarqué que les momies de la XIe dynastie (2040 à 1991 Av. J.-C.) portaient un scarabée comme amulette au doigt de la main gauche.

## Symboles de Khépri
Khépri vient de kheperer qui signifie « scarabée », et du verbe kheper « venir de l'existence ».
Il est représenté sous la forme d'un scarabée ou d'un homme dont la tête est coiffée d'un scarabée ou dont le visage est remplacé par un scarabée. On connaît aussi des scarabées à tête humaine, à tête de bélier ou de faucon.
Aucun attribut particulier ne lui est dévolu en dehors des traditionnels sceptre ouas et croix de vie ânkh.
Ses animaux sacrés sont le scarabée, mais aussi le bélier en raison de son lien avec Atoum.
Ses éléments sont la terre, l'eau et le feu et sa couleur est le noir, dans ses nuances métallescentes (comme celles des scarabées).

## Culte
Ses fêtes sont celles organisées en l'honneur de Rê.
Ses lieux de culte sont tous les lieux ou l'on vénère Rê. Le principal se situe à Héliopolis, la capitale religieuse du Soleil.